# Lost Command
Lost Command is een Amerikaanse oorlogsfilm uit 1966 onder regie van Mark Robson. Het scenario is gebaseerd op de roman Les Centurions (1966) van de Franse auteur Jean Lartéguy.

## Verhaal
Luitenant-kolonel Pierre Raspeguy staat aan het hoofd van een bataljon paratroepers tijdens de slag bij Điện Biên Phủ. Na de nederlaag  van Frankrijk worden de soldaten terug naar huis gestuurd. Raspeguy wordt vervolgens naar Algerije gestuurd om er een rebellenleider te zoeken.

## Rolverdeling
| Acteur             | Personage             |
| ------------------ | --------------------- |
| Anthony Quinn      | Pierre Raspeguy       |
| Alain Delon        | Kapitein Esclavier    |
| George Segal       | Luitenant Mahidi      |
| Michèle Morgan     | Natalie de Clairefons |
| Maurice Ronet      | Kapitein Boisfeuras   |
| Claudia Cardinale  | Aicha                 |
| Grégoire Aslan     | Dr. Ali Ben Saad      |
| Jean Servais       | Generaal Melies       |
| Maurice Sarfati    | Merle                 |
| Jean-Claude Bercq  | Orsini                |
| Syl Lamont         | Verte                 |
| Jacques Marin      | Burgemeester          |
| Jean-Paul Moulinot | De Guyot              |
| Andrés Monreal     | Ahmed                 |
| Gordon Heath       | Dia                   |
| Albert Simono      | Sapinsky              |
| René Havard        | Fernand               |
| Armand Mestral     | Officier              |
| Burt Kwouk         | Officier              |
| Al Mulock          | Mugnier               |
| Marie Burke        | Moeder van Raspeguy   |
| Aldo Sambrell      | Ibrahim               |
| George Rigaud      | Priester              |
| Roberto Robles     | Manuel                |
| Emilio Carrer      | Vader van Mahidi      |
| Carmen Tarrazo     | Moeder van Mahidi     |
| Howard Hagan       | Piloot                |
| Mario De Barros    | Geoffrin              |
| Walter Kelley      | Majoor                |
| Robert Sutton      | Yussef                |
| Simon Benzakein    | Arabische klant       |
| Héctor Quiroga     | Bakhti                |
| Félix de Pomés     | Bejaarde spreker      |